# Bレックス

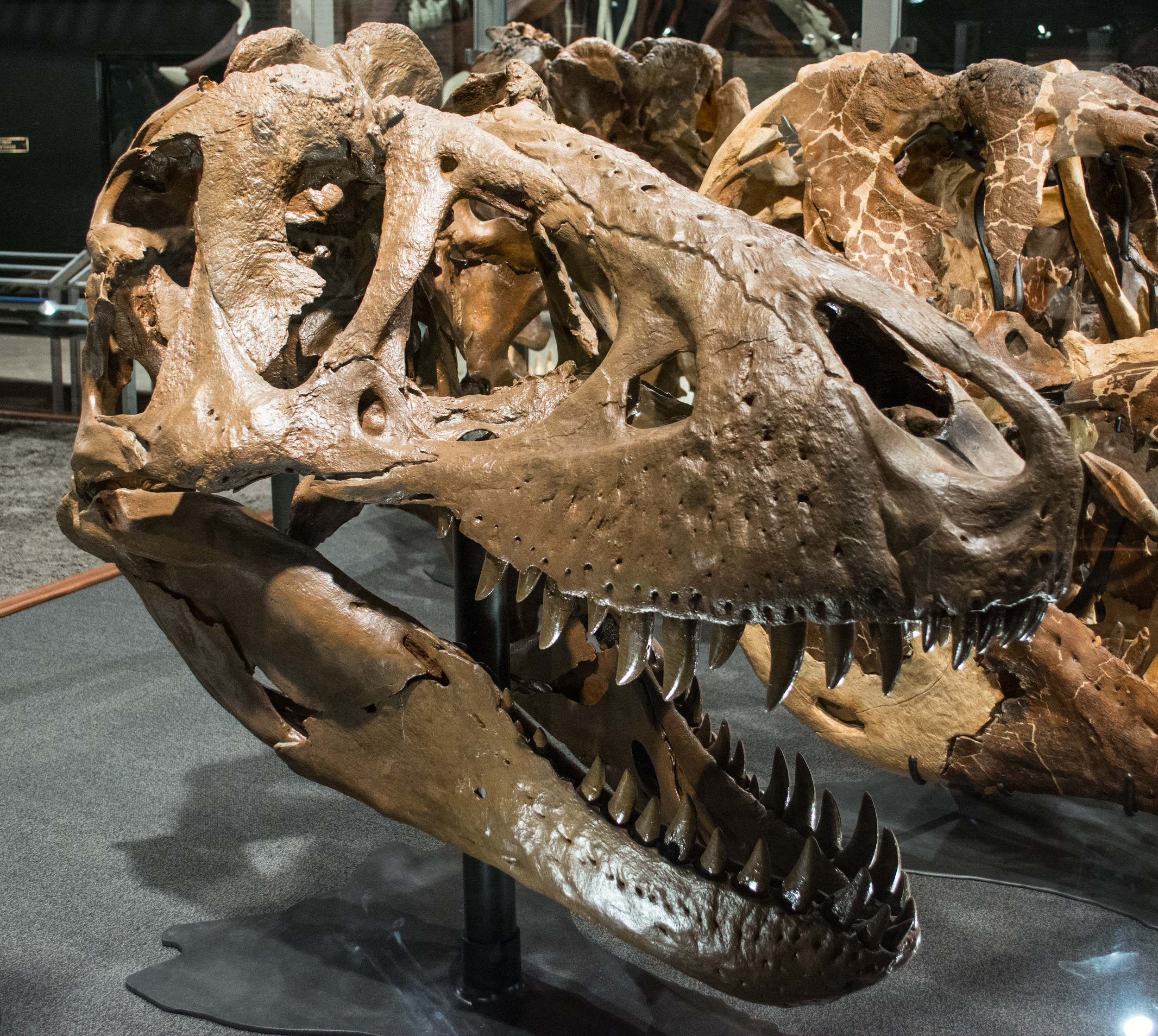
復元されたBレックスの頭骨

Bレックス（B-rex、標本番号：MOR-1125）は、2000年にアメリカ合衆国モンタナ州で発見されたティラノサウルスの標本。ロッキー博物館が所蔵する。2005年に大腿骨から軟組織状の構造物が発見されて以降その正体が議論されており、2016年には産卵を控えた現生鳥類にも見られる骨髄とされ、同時にBレックス自身が雌個体であると発表されている。

## 発見
Bレックスは、アメリカ合衆国モンタナ州ガーフィールド郡に位置するチャールズ・M・ラッセル国立野生動物保護区 のフォート・ペック湖の近くで下部ヘルクリーク累層から発見された。2000年にロッキー博物館のボブ・ハーモンが現地で昼食を採っていた際に崖から突き出た化石を発見し、同館が2001年から2003年にかけて発掘を行った。ヘリコプターの積載重量を超過していたため化石は半分に分割して運搬された。彼の名前にちなんでBレックスという愛称が付けられた。
骨格のうち37%しか保存されていないが、ほぼ完全に単離しているものの頭骨はほとんどが揃っている。この頭骨はマイケル・ホーランドが型を復元し、ロッキー博物館に展示されている。標本には頭骨以外に頸椎、脊椎、仙椎、尾椎、複数の血道弓、頚肋と背部肋骨、左肩甲骨と烏口骨、叉骨、左尺骨、両大腿骨、脛骨、右踵骨、右距骨、複数の趾骨が確認されている。

## 軟組織

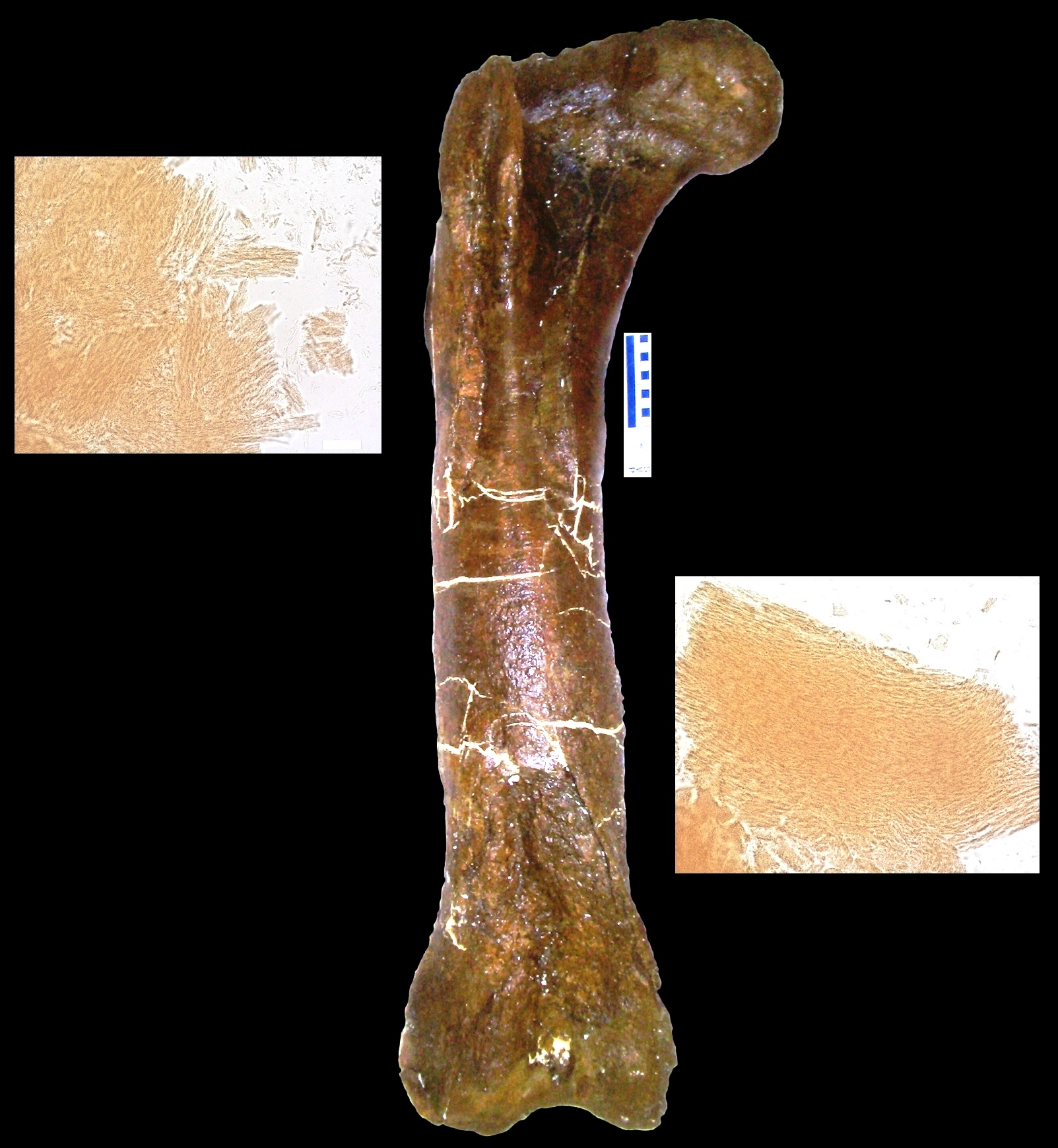
脱灰母岩とペプチドが得られた大腿骨

2005年5月に『サイエンス』誌にて、ノースカロライナ州立大学の古生物学者メアリー・ヒグビー・シュヴァイツァーらは、6800万年前のティラノサウルスに由来する1.15メートルの大腿骨化石の狭い空洞から軟組織を発見したと報告した。輸送のため故意に破壊したBレックスの大腿骨を酸で処理すると、しなやかで分岐した血管や、繊維質だが弾性を示す骨基質組織が確認され、そして血球に類似する微細構造が基質や血管中に見られた。また、これらの構造物はダチョウの血球や血管に類似する特徴を示していた。しかし、研究者たちはこれらの構造物が確実にBレックスに由来するとは主張せず、慎重な立場を採っている。この構造物が正真正銘Bレックスに由来する組織であった場合、タンパク質はDNAの転写翻訳によって構築されるため、保存されているタンパク質が恐竜のDNAの内容を間接的に示唆する可能性がある。なお、そういった組織状の構造が見られる恐竜はごく少数ではあるものの他にも確認されている。
ワシントン大学の古生物学者トーマス・ケイは、軟組織状構造物がバクテリアにより形成されパーミネラリゼーションを受けたバイオフィルムが隙間を埋めているだけであり、元の標本に存在する血管自体は既に消失しているという仮説を提唱した。彼はBレックスと同地域から産出した数多くの標本を観察し、同様の事例が起きていることを発見している。また、ケイはシュヴァイツァーが血球と解釈した構造物についても鉱物と鉄が化合した球状粒子フラボイドであると指摘し、また放射性炭素年代測定法に基づくと血管壁の粘液にはティラノサウルスの時代と比較してごく最近（20世紀中頃）のものもあることを主張した。
2016年に軟組織の正体について、シュヴァイツァーとリンゼイ・ザノらは産卵に必要なカルシウム供給のため現生鳥類が骨に蓄積させるような骨髄組織であると発表した。これは軟組織がBレックスに由来するものであるというだけでなく、Bレックスが雌個体であったことを意味している。

## 展示
標本はロッキー博物館が所蔵している。2017年には同じくロッキー博物館が所蔵するペックズ・レックス（別名モンタナ・レックス）と共に御船町恐竜博物館（熊本県）での企画展『新発見 恐竜時代の支配者 進化するモンタナの恐竜たち』で展示された。